# Parajotus
Parajotus là một chi nhện trong họ Salticidae.